# Обход (военное дело)

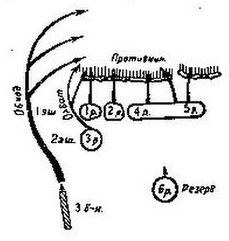
Обход — движение для действия по флангу или тылу противника без огневой связи с частями, действующими с фронта., Маневр, Большая советская энциклопедия, 1-е издание, 1938 год.

Обхо́д — один из видов войскового манёвра, движение для действия по флангу или тылу противника без огневой связи с частями, действующими с фронта.
Ранее в России (на Руси) Обход, ночная стража, обязанная обходить известные места́ и караулы и Обхожде́нье (ср. дл.) обойде́нье, обше́ствие окнч. обход (м.) об. дейст. по знч. гл. Обойденье крепости, минованье околицей. Обход крыла неприятельских войск.
Обход совершается в наступлении с целью выхода для удара по противнику с тыла. Осуществляется во взаимодействии с войсками, действующими с фронта.
Обход, при ведении боевых действий, может иметь место при наличии открытых флангов и значительных промежутков в обороне противника, а также проделанных в ней брешей различными видами оружия. При отсутствии открытых флангов и промежутков в обороне противника обход осуществляется после прорыва сплошного фронта обороны. 
При ведении боевых действий в высокогорных районах обход выполняется специально подготовленными и снаряжёнными подразделениями. Горы препятствуют ведению активной обороны, и пассивная роль обороняющихся дает значительные преимущества атакующему, который получает возможность выделять для действий против флангов обороняющегося (обходом) большую часть сил. По ограниченности числа путей фланги в горах особенно чувствительны и потому обход вынуждает обороняющегося к отступлению.